# Fachverband Homosexualität und Geschichte
Der Fachverband Homosexualität und Geschichte e.V. (FHG) ist eine Fachgesellschaft für das Forschungsgebiet der Geschichte gleichgeschlechtlicher Liebe, Erotik und Sexualität.
Sie ist der Zusammenschluss von an schwul-lesbischer Geschichtsforschung interessierten Männern und Frauen und ist zugleich Dachverband für unterschiedliche Initiativen und Projekte zur Erforschung und Dokumentation gleichgeschlechtlicher Geschichte.
Gegründet wurde der FHG 1992, Sitz des Verbands ist Köln. Nach Angaben des Verbands kommen die meisten Initiativen und Einzelmitglieder aus Deutschland, Österreich und der Schweiz. Seit 1999 gibt der FHG mit Invertito – Jahrbuch für die Geschichte der Homosexualitäten im Männerschwarm Verlag eine eigene wissenschaftliche Publikation heraus.
Als Ziele nennt der FHG die Förderung der professionellen Arbeit in der historischen Forschung der Mitglieder und deren Erfahrungsaustausch durch regelmäßige Konferenzen, die Beratung bei Fragen zu Finanzierung und Organisation sowie die Unterstützung neuer Initiativen bei deren Gründung.

## Entstehungsumfeld
Nachdem nach Beginn der Lesben- und Schwulenbewegung in den 1970er Jahren das Bedürfnis nach einer eigenständigen Geschichtsschreibung aufgekommen war, hatte die schwul-lesbische Geschichtsforschung in zahlreichen unabhängigen Projekten daran gearbeitet, Homosexualitäten aller Geschlechter in unterschiedlichen Epochen zu rekonstruieren. Dabei entstanden in Deutschland und in anderen europäischen Ländern neben vereinzelten universitären Forschungsprojekten zahlreiche außeruniversitäre Archivprojekte, Museen und historische Vereine. Der Fachverband Homosexualität und Geschichte gründete sich 1992, um die einzelnen Initiativen besser miteinander bekannt zu machen und den überregionalen Wissens- und Erfahrungsaustausch anzuregen.